# Окупација у 26 слика
Окупација у 26 слика је југословенски драмски филм из 1978. године који је режирао Лордан Зафрановић по сценарију Мирка Ковача.

## Радња
Три младића - Хрват, Италијан и Јеврејин су најбољи пријатељи у предратном Дубровнику. Када њихову земљу окупирају нацисти и њихови сарадници, идилични град постаје мјесто терора и језивих покоља. Пријатељи сада морају да се сврстају у различите стране у свеопштем сукобу.

## Улоге
| Глумац                 | Улога                         |
| ---------------------- | ----------------------------- |
| Франо Ласић            | Нико                          |
| Ивaн Клeмeнц           | Михо                          |
| Борис Краљ             | Балдо                         |
| Карло Булић            | Пашко                         |
| Милан Штрљић           | Тони                          |
| Тања Побержник         | Aнe                           |
| Стево Жигон            | Хубичка                       |
| Милан Ерак             | Мараш                         |
| Звонко Лепетић         | Гавран                        |
| Берт Сотлар            | Стијепо                       |
| Борис Дворник          | Влахо                         |
| Душица Жегарац         | Цвијета                       |
| Изет Хајдархоџић       | Дум Ђиво                      |
| Антун Налис            | Паоло                         |
| Гордана Павлов         | Мара                          |
| Тања Бошковић          | Пина                          |
| Миља Вујановић         | Марија                        |
| Крунослав Шарић        | Немачки официр                |
| Марија Кон             | Луце                          |
| Ивица Пајер            | Вуко                          |
| Милка Подруг Кокотовић | Нина Андрејевна               |
| Милан Плећаш           | Скојевац                      |
| Вида Јерман            |                               |
| Боштјан Хладник        | Немачки официр с фотоапаратом |
| Енa Бeговић            | Скојeвкa                      |
| Мирко Бомaн            | Бискуп                        |
| Марија Аљиновић        | Марија, Михова мајка          |

## Награде
- Пула: прва награда за најбољи филм, режија и камера[4] Награда филмске критике Milton Manaki за режију[2]
- Врњачка Бања: Прва награда за најбољи сценарио[2]
- Кан: Номинација за Златну палму[2][5]
- Ниш 78' - Награда за епизодну улогу Звонку Лепетићу;[6] Награда Тањи Побержник за дебитантску улогу;[6]  Диплома Милану Штрљићу и Петру Краљу[2]